# Giovanni Picchi

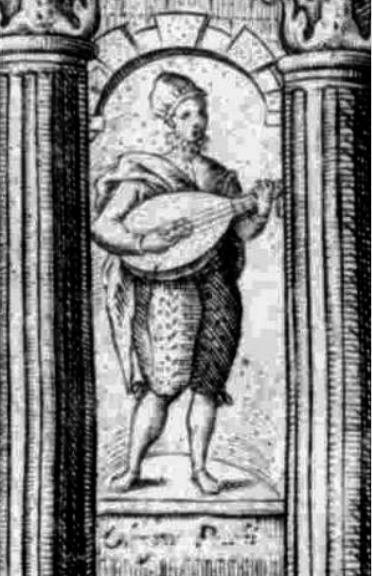
Giovanni Picchi (1600)

Giovanni Picchi (* um 1571 in Venedig (?); † 17. Mai 1643 ebenda) war ein italienischer Lautenist, Organist und Komponist.

## Leben
Neben zwei weiteren Musikern, wurde Picchi um 1600 auf dem Titelblatt der „Nobilità di dame“, einem Tanztraktat von Fabritio Caroso abgebildet, in diesem Werk wurde er als „Professore di ballare“ erwähnt. 1615 war Picchi Organist an der Scuola Grande in Venedig,  der heutigen Kirche Santa Maria Gloriosa dei Frari. 1624 bewarb er sich erfolglos um die Stelle als zweiter Organist am Markusdom. Picchis Sammlung „Intavollatura di Balli d'Arpicordo“ gelten als eines der bedeutenden Werke mit Tänzen für Tasteninstrumente.
Eine Toccata von ihm gelangte aus nicht geklärten Gründen in das Fitzwilliam Virginal Book (Nr. 95), obwohl dort außer einige von Jan Pieterszoon Sweelinck, einem Niederländer, nur Kompositionen englischer Komponisten enthalten sind.

## Werke (Auswahl)
- Intavollatura di Balli d’Arpicordo, für Cembalo (1618 und 1621)
- 19 Canzoni da sonar con ogni sorte d’instrumenti a due, tre, quattro, sei, & otto voci (Venedig, 1625)